# Публий Корнелий Блазион
Публий Корнелий Блазион (на латински: Publius Cornelius Blasio) е сенатор и политик на Римската република през края на 2 век пр.н.е.
Произлиза от клон Блазиони на фамилията Корнелии. През 170 пр.н.е. той е посланик до племената карни, истри, яподи. През 168 пр.н.е. e commissioner.